# Chevrolet Detroit Belle Isle Grand Prix 2012
Der Chevrolet Detroit Belle Isle Grand Prix 2012 fand am 3. Juni auf dem Raceway at Belle Isle in Detroit, Michigan, Vereinigte Staaten statt und war das sechste Rennen der IndyCar-Series-Saison 2012.

## Berichte

### Hintergrund
Nach dem Indianapolis 500 führte Will Power in der Fahrerwertung mit 36 Punkten Vorsprung auf Hélio Castroneves und James Hinchcliffe. Bei den Motorenherstellern führte Chevrolet mit 9 Punkten vor Honda und mit 22 Punkten vor Lotus.
In der Woche vor dem Grand Prix gab IndyCar-CEO Randy Bernard bekannt, dass einige Teamchefs versuchen würden, seine Entlassung zu erwirken. Am Samstag vor dem Rennen gab es ein Treffen zwischen Bernard und den Teameigentümern, bei denen die Teambesitzer Bernard schließlich ihre Unterstützung signalisierten.
Da beim Indianapolis 500 aufgrund dessen Sonderstellung im Rennkalender keine Strafen für vorzeitigen Motorenwechsel verhängt worden waren, wurden diese beim Chevrolet Detroit Belle Isle Grand Prix nachgeholt. Dies betraf Graham Rahal und Simona de Silvestro.
Im Vergleich zum letzten Rennen gab es einige Änderungen im Starterfeld. Die Teilnehmerzahl sank von 33 auf 25 Fahrer. Alle Piloten und Teams, die in dieser Saison nur beim Indianapolis 500 an den Start gegangen waren, waren nicht mehr mit dabei. Zudem hatte Dragon Racing sein Team reduziert. Statt zwei Autos, setzte das Team ab dieser Veranstaltung nur noch eins ein. Sébastien Bourdais sollte die Nicht-Ovalkurse und Katherine Legge die Ovalkurse bestreiten. Der Grund für die Reduktion auf ein Fahrzeug war der Wechsel des Teams vom Motorenhersteller Lotus zu Chevrolet, der zum Zeitpunkt dieses Rennens nur Kapazitäten für 13 Fahrzeuge außerhalb des Indianapolis 500 hatte. Lotus trat bei diesem Rennen erstmals nur mit einem Fahrzeug an.
Mit Castroneves (zweimal), Dario Franchitti, Tony Kanaan und Justin Wilson (je einmal) traten vier ehemalige Sieger zu diesem Grand Prix an.

### Training
Im ersten Training setzten nur 9 von 25 Piloten eine Zeit, da es auf der Strecke sehr nass war. Takuma Satō fuhr die schnellste Runde vor Rubens Barrichello und Wilson. Im zweiten Training, das unter trockenen Bedingungen stattfand, erzielte Power die Bestzeit vor Wilson und Ryan Briscoe. Das Training wurde nach einem Dreher Scott Dixons und nach dem Ausrollen von de Silvestro zweimal unterbrochen.
Im dritten Training übernahm Dixon die Spitzenposition vor Power und Ryan Hunter-Reay. Die Sitzung wurde dreimal unterbrochen. Zweimal wegen Drehers von Briscoe bzw. Franchitti und einmal wegen eines Abflugs von Oriol Servià. Servià beschädigte sich sein Auto dabei so sehr, dass er nicht mehr zurück auf die Strecke fuhr.

### Qualifying
Der erste Abschnitt des Zeitentrainings wurde in zwei Gruppen ausgetragen. Die sechs schnellsten Piloten jeder Gruppe kamen ins zweite Segment. Die restlichen Startpositionen wurden aus dem Ergebnis des ersten Qualifyingabschnitts bestimmt, wobei den Fahrern der ersten Gruppe die ungeraden Positionen ab 13, und den Fahrern der zweiten Gruppe die geraden Positionen ab 14 zugewiesen wurden. In der ersten Gruppe fuhr Dixon die schnellste Runde, in der zweiten Gruppe war Power der schnellste Pilot.
Im zweiten Segment der Qualifikation qualifizierten sich die sechs schnellsten Fahrer für den finalen Abschnitt. Power erzielte die schnellste Runde. Im letzten Abschnitt, dem so genannten Firestone Fast Six, war Dixon der schnellste vor Power. Die beiden Piloten trennten 4,4 tausendstel Sekunden voneinander. Damit erzielte zum ersten Mal in dieser Saison kein Penske-Pilot die Pole-Position. Die Top 6 komplettierten Alex Tagliani, Simon Pagenaud, E. J. Viso und Hunter-Reay.

### Abschlusstraining
Im Abschlusstraining am Sonntagmorgen war Graham Rahal der schnellste Fahrer auf der Strecke. Zweiter wurde sein Teamkollege Dixon vor Power.

### Rennen
Beim Start behielt Dixon die Führung vor Power und Pagenaud. Tagliani, der ursprünglich vom dritten Platz aus ins Rennen gehen sollte, blieb mit Elektrikproblemen in der Box stehen und fuhr dem Feld schließlich hinterher. In der ersten Runde gab es einen Unfall von Wilson. Dabei beschädigte er sich die Radaufhängung. Nach einem längeren Reparaturstopp nahm er das Rennen wieder auf. Er erzielte die schnellste Runde des Rennens. Nach insgesamt 28 Runden musste er das Fahrzeug jedoch mit technischen Problemen endgültig abstellen.

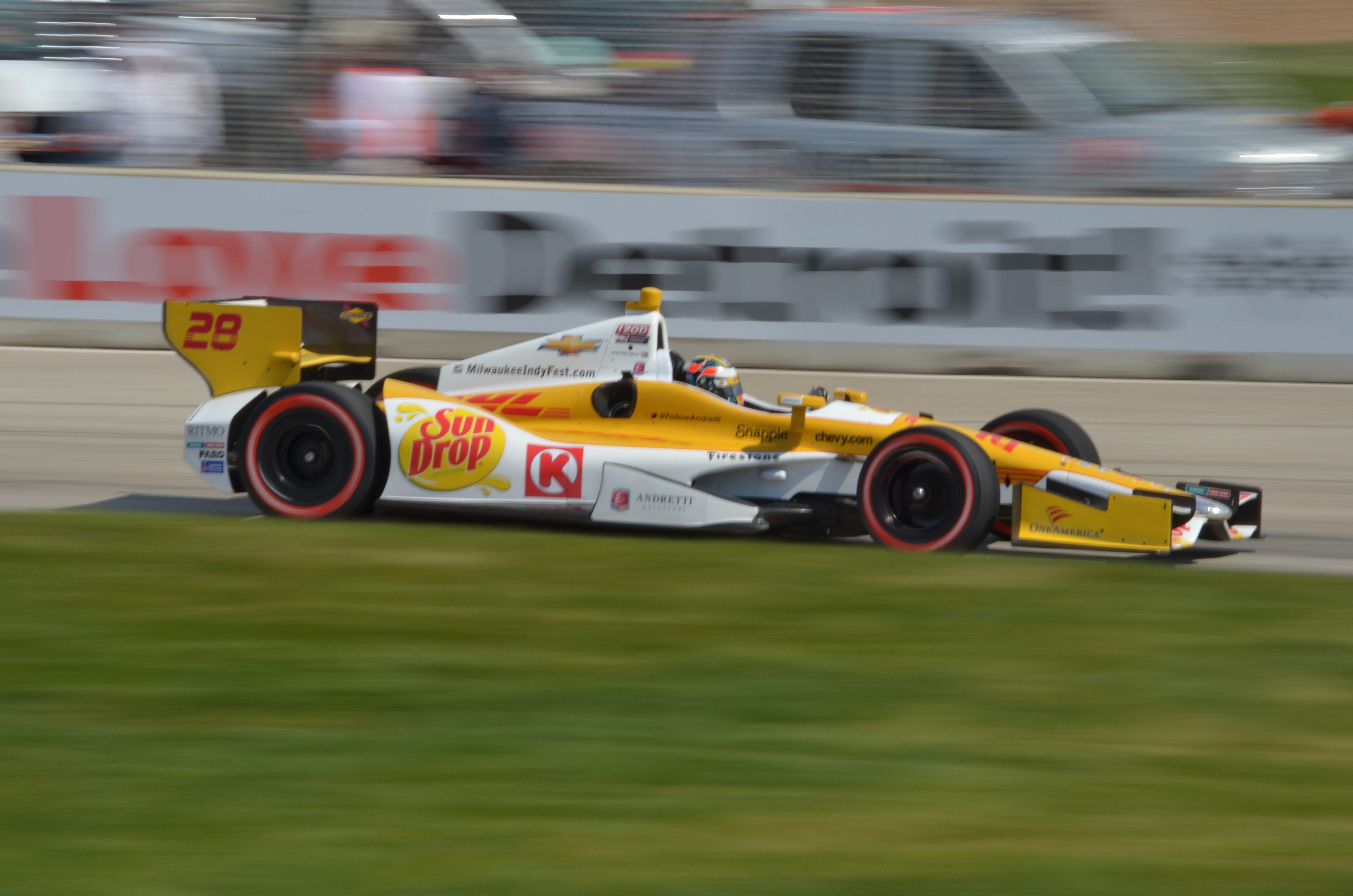
Ryan Hunter-Reay

In der Anfangsphase setzten sich Dixon und Power an der Spitze vom restlichen Feld ab. Pagenaud distanzierte Dixon um etwa 14 Sekunden. Dahinter gab es eine größere Lücke zu Viso, der in dieser Phase bis zu 35 Sekunden Rückstand auf Dixon hatte. Da Überholmanöver auf der Strecke schwierig waren, hielt Viso auf Platz vier liegend bis zu zwölf Fahrzeuge hinter sich auf. Direkt hinter Viso lag Hunter-Reay. In der zehnten Runde versuchte Briscoe an Hunter-Reay vorbeizugehen, doch dieser blockierte den Überholversuch. Hunter-Reay wurde dafür von der Rennleitung verwarnt. In der 28. Runde, als Viso an die Box ging, kam Hunter-Reay schließlich an ihm vorbei. Die Führenden Dixon und Power gingen in der 32. Runde an die Box. Dabei behielten sie die ersten zwei Positionen in unveränderter Reihenfolge. Zu diesem Zeitpunkt waren Rubens Barrichello, Bourdais und James Jakes bereits mit technischen Problemen ausgeschieden.
Kurz vor Rennhalbzeit kam es in der 39. Runde zu zwei unabhängig voneinander entstandenen Unfällen, die zunächst eine Gelbphase auslösten. Satō war in Kurve 12 aggressiv über die Curbs gefahren und verlor dabei die Kontrolle über sein Fahrzeug. Er landete in der Streckenbegrenzung. Zeitgleich war James Hinchcliffe in Kurve 7 in die Streckenbegrenzung gefahren. Der Auslöser hierfür war sich lösender Streckenbelag. Hinchcliffe war wütend und äußerte sich folgendermaßen: „So etwas habe ich noch nie erlebt. Ich kam um die Ecke. Plötzlich sah ich, dass die Strecke aufgebrochen war. Ein Stück davon geriet unter mein Auto und ich konnte nicht mehr einlenken. Bereits in der Runde zuvor traf ich in Kurve neun ein Stück, das von Graham Rahal hochgeschleudert wurde. Es ist ein Witz.“ Hinchcliffe verglich die Situation zudem mit Russisch Roulette.
Der Asphalt war in mehreren Streckenabschnitten ähnlich beschädigt wie in der Kurve, wo Hinchcliffe verunfallte. Renndirektor Beaux Barfield unterbrach das Rennen schließlich in der 45. Runde mit der roten Flagge. Als Auslöser für den sich lösenden Streckenbelag vermutete Franchitti das hohe Griplevel des Dallara DW12. Der defekte Streckenbelag wurde entfernt und durch neuen ersetzt. Nach circa zwei Stunden wurde das Rennen wieder aufgenommen. Die Renndistanz wurde jedoch von 90 auf 60 Runden reduziert, sodass noch 15 Runden zu absolvieren waren. Als das Rennen wieder aufgenommen wurde, setzte leichter Regen ein. Das Fahren auf Slicks war aber weiterhin möglich.
Dixon führte das Feld vor dem Restart vor Power, Pagenaud, Kanaan, Castroneves und Franchitti an. Dixon behielt beim Restart die Führung, Power wurde von Pagenaud überholt. Franchitti verbesserte sich auf den vierten Platz. In Kurve sechs kollidierten schließlich Castroneves und Ed Carpenter. Zudem drehte sich Josef Newgarden. Es kam somit zu einer weiteren Gelbphase. Beim Restart behielt Franchitti abermals die Führung. Sein Teamkollege Franchitti ging an Power und Pagenaud vorbei und übernahm den zweiten Platz. Es kam allerdings erneut zu einer Gelbphase, da Viso und Marco Andretti in Kurve fünf kollidiert waren. Beim folgenden Restart blieben die Positionen an der Spitze unverändert.
Dixon erzielte schließlich einen Start-Ziel-Sieg vor Franchitti und Pagenaud. Nach drei zweiten Plätzen in den vorherigen Rennen war es Dixons erster Saisonsieg. Für Ganassi war es wie im vorherigen Rennen ein Doppelsieg. Es das erste Mal seit dem Einstieg von mehreren Motorenherstellern, dass die ersten drei Piloten allesamt den gleichen Motor verwendeten. Beim Heimrennen von Chevrolet lagen drei Honda-Motoren vorne. Franchitti absolvierte das Rennen mit einer Virusgrippe.
Die Top 10 komplettierten Power, Servià, Kanaan, Hunter-Reay, Charlie Kimball, Mike Conway und Tagliani.
In der Fahrerwertung behielt Power die Führung. Dixon übernahm den zweiten Platz von Castroneves, der auf den dritten Platz zurückfiel. Bei den Herstellern blieben die Positionen unverändert.

## Meldeliste
Alle Teams und Fahrer verwendeten das Chassis Dallara DW12 mit einem Aero-Kit von Dallara und Reifen von Firestone.
| Team                                   | Nr. | Fahrer              | Motor     |
| -------------------------------------- | --- | ------------------- | --------- |
| Team Penske                            | 02  | Ryan Briscoe        | Chevrolet |
| Team Penske                            | 03  | Hélio Castroneves   | Chevrolet |
| Team Penske                            | 12  | Will Power          | Chevrolet |
| Panther Racing                         | 04  | J. R. Hildebrand    | Chevrolet |
| KV Racing Technology                   | 05  | E. J. Viso          | Chevrolet |
| KV Racing Technology                   | 08  | Rubens Barrichello  | Chevrolet |
| Dragon Racing                          | 07  | Sébastien Bourdais  | Chevrolet |
| Target Chip Ganassi Racing             | 09  | Scott Dixon         | Honda     |
| Target Chip Ganassi Racing             | 10  | Dario Franchitti    | Honda     |
| KV Racing Technology w/SH              | 11  | Tony Kanaan         | Chevrolet |
| A. J. Foyt Enterprises                 | 14  | Mike Conway         | Honda     |
| Rahal Letterman Lanigan                | 15  | Takuma Satō         | Honda     |
| Dale Coyne Racing                      | 18  | Justin Wilson       | Honda     |
| Dale Coyne Racing                      | 19  | James Jakes         | Honda     |
| Ed Carpenter Racing                    | 20  | Ed Carpenter        | Chevrolet |
| Panther/Dreyer & Reinbold Racing       | 22  | Oriol Servià        | Chevrolet |
| Andretti Autosport                     | 26  | Marco Andretti      | Chevrolet |
| Andretti Autosport                     | 27  | James Hinchcliffe   | Chevrolet |
| Andretti Autosport                     | 28  | Ryan Hunter-Reay    | Chevrolet |
| Service Central Chip Ganassi Racing    | 38  | Graham Rahal        | Honda     |
| Sarah Fisher Hartman Racing            | 67  | Josef Newgarden     | Honda     |
| Schmidt Hamilton Motorsports           | 77  | Simon Pagenaud      | Honda     |
| Lotus-HVM Racing                       | 78  | Simona de Silvestro | Lotus     |
| Novo Nordisk Chip Ganassi Racing       | 83  | Charlie Kimball     | Honda     |
| Bryan Herta Autosport w/Curb-Agajanian | 98  | Alex Tagliani       | Honda     |

Quelle:

## Klassifikationen

### Qualifying
| Pos. | Fahrer              | Team                                   | Fahrzeug          | Gruppe 1  | Gruppe 2  | Top 12    | FF6       | Start |
| ---- | ------------------- | -------------------------------------- | ----------------- | --------- | --------- | --------- | --------- | ----- |
| 01   | Scott Dixon         | Target Chip Ganassi Racing             | Dallara-Honda     | 1:11,0332 | —         | 1:10,5117 | 1:10,3162 | 01    |
| 02   | Will Power          | Team Penske                            | Dallara-Chevrolet | —         | 1:10,7900 | 1:10,4977 | 1:10.3206 | 02    |
| 03   | Alex Tagliani       | Bryan Herta Autosport w/Curb-Agajanian | Dallara-Honda     | —         | 1:10,8193 | 1:10,5765 | 1:10.6684 | 03    |
| 04   | Simon Pagenaud      | Schmidt Hamilton Motorsports           | Dallara-Honda     | 1:11,4451 | —         | 1:10,7050 | 1:10.8426 | 04    |
| 05   | E. J. Viso          | KV Racing Technology                   | Dallara-Chevrolet | —         | 1:11,2637 | 1:10,9312 | 1:11.0852 | 05    |
| 06   | Ryan Hunter-Reay    | Andretti Autosport                     | Dallara-Chevrolet | 1:11,4888 | —         | 1:10,9398 | 1:11.4557 | 06    |
| 07   | Graham Rahal        | Service Central Chip Ganassi Racing    | Dallara-Honda     | —         | 1:11,0627 | 1:10,9434 | —         | 17    |
| 08   | Ryan Briscoe        | Team Penske                            | Dallara-Chevrolet | —         | 1:11,5877 | 1:10,9964 | —         | 07    |
| 09   | Hélio Castroneves   | Team Penske                            | Dallara-Chevrolet | —         | 1:11,3477 | 1:11,0076 | —         | 08    |
| 10   | Sébastien Bourdais  | Dragon Racing                          | Dallara-Chevrolet | 1:11,8125 | —         | 1:11,1624 | —         | 09    |
| 11   | Justin Wilson       | Dale Coyne Racing                      | Dallara-Honda     | 1:11,5936 | —         | 1:11,3376 | —         | 10    |
| 12   | Takuma Satō         | Rahal Letterman Lanigan                | Dallara-Honda     | 1:12,0913 | —         | 1:11,8122 | —         | 11    |
| 13   | Josef Newgarden     | Sarah Fisher Hartman Racing            | Dallara-Honda     | 1:12,1068 | —         | —         | —         | 12    |
| 14   | James Hinchcliffe   | Andretti Autosport                     | Dallara-Chevrolet | —         | 1:11,6519 | —         | —         | 13    |
| 15   | Dario Franchitti    | Target Chip Ganassi Racing             | Dallara-Honda     | 1:12,3276 | —         | —         | —         | 14    |
| 16   | Mike Conway         | A. J. Foyt Enterprises                 | Dallara-Honda     | —         | 1:11,6521 | —         | —         | 15    |
| 17   | Oriol Servià        | Panther/Dreyer & Reinbold Racing       | Dallara-Chevrolet | 1:12,5754 | —         | —         | —         | 16    |
| 18   | Tony Kanaan         | KV Racing Technology w/SH              | Dallara-Chevrolet | —         | 1:11,8080 | —         | —         | 18    |
| 19   | J. R. Hildebrand    | Panther Racing                         | Dallara-Chevrolet | 1:12,5835 | —         | —         | —         | 19    |
| 20   | Rubens Barrichello  | KV Racing Technology                   | Dallara-Chevrolet | —         | 1:12,4052 | —         | —         | 24    |
| 21   | Charlie Kimball     | Novo Nordisk Chip Ganassi Racing       | Dallara-Honda     | 1:12,5844 | —         | —         | —         | 20    |
| 22   | Simona de Silvestro | Lotus-HVM Racing                       | Dallara-Lotus     | —         | 1:12,6014 | —         | —         | 25    |
| 23   | Ed Carpenter        | Ed Carpenter Racing                    | Dallara-Chevrolet | 1:14,8816 | —         | —         | —         | 21    |
| 24   | Marco Andretti      | Andretti Autosport                     | Dallara-Chevrolet | —         | 1:12,6531 | —         | —         | 22    |
| 25   | James Jakes         | Dale Coyne Racing                      | Dallara-Honda     | —         | 1:12,8469 | —         | —         | 23    |

Anmerkungen
1. ↑  Graham Rahal wurde aufgrund eines vorzeitigen Motorenwechsels um 10 Positionen nach hinten versetzt.
2. ↑  Simona de Silvestro wurde aufgrund eines vorzeitigen Motorenwechsels um 10 Positionen nach hinten versetzt.

Quellen: 

### Rennen
| Pos. | Fahrer              | Team                                   | Fahrzeug          | Runden | Zeit         | Start | Führungsrunden |
| ---- | ------------------- | -------------------------------------- | ----------------- | ------ | ------------ | ----- | -------------- |
| 01   | Scott Dixon         | Target Chip Ganassi Racing             | Dallara-Honda     | 60     | 1:27:39,5053 | 01    | 60             |
| 02   | Dario Franchitti    | Target Chip Ganassi Racing             | Dallara-Honda     | 60     | + 1,9628     | 14    | 0              |
| 03   | Simon Pagenaud      | Schmidt Hamilton Motorsports           | Dallara-Honda     | 60     | + 2,4773     | 04    | 0              |
| 04   | Will Power          | Team Penske                            | Dallara-Chevrolet | 60     | + 3,5435     | 02    | 0              |
| 05   | Oriol Servià        | Panther/Dreyer & Reinbold Racing       | Dallara-Chevrolet | 60     | + 9,6619     | 16    | 0              |
| 06   | Tony Kanaan         | KV Racing Technology w/SH              | Dallara-Chevrolet | 60     | + 10,1676    | 18    | 0              |
| 07   | Ryan Hunter-Reay    | Andretti Autosport                     | Dallara-Chevrolet | 60     | + 10,6455    | 06    | 0              |
| 08   | Charlie Kimball     | Novo Nordisk Chip Ganassi Racing       | Dallara-Honda     | 60     | + 11,1048    | 20    | 0              |
| 09   | Mike Conway         | A. J. Foyt Enterprises                 | Dallara-Honda     | 60     | + 11,5315    | 15    | 0              |
| 10   | Alex Tagliani       | Bryan Herta Autosport w/Curb-Agajanian | Dallara-Honda     | 60     | + 12,5688    | 03    | 0              |
| 11   | Marco Andretti      | Andretti Autosport                     | Dallara-Chevrolet | 60     | + 24,5855    | 22    | 0              |
| 12   | Ed Carpenter        | Ed Carpenter Racing                    | Dallara-Chevrolet | 60     | + 26,6600    | 21    | 0              |
| 13   | Simona de Silvestro | Lotus-HVM Racing                       | Dallara-Lotus     | 60     | + 28,4369    | 25    | 0              |
| 14   | J. R. Hildebrand    | Panther Racing                         | Dallara-Chevrolet | 59     | + 1 Runde    | 19    | 0              |
| 15   | Josef Newgarden     | Sarah Fisher Hartman Racing            | Dallara-Honda     | 59     | + 1 Runde    | 12    | 0              |
| 16   | Ryan Briscoe        | Team Penske                            | Dallara-Chevrolet | 59     | + 1 Runde    | 07    | 0              |
| 17   | Hélio Castroneves   | Team Penske                            | Dallara-Chevrolet | 59     | + 1 Runde    | 08    | 0              |
| 18   | E. J. Viso          | KV Racing Technology                   | Dallara-Chevrolet | 59     | + 1 Runde    | 05    | 0              |
| 19   | Graham Rahal        | Service Central Chip Ganassi Racing    | Dallara-Honda     | 58     | + 2 Runden   | 17    | 0              |
| 20   | Takuma Satō         | Rahal Letterman Lanigan                | Dallara-Honda     | 38     | DNF          | 11    | 0              |
| 21   | James Hinchcliffe   | Andretti Autosport                     | Dallara-Chevrolet | 38     | DNF          | 13    | 0              |
| 22   | Justin Wilson       | Dale Coyne Racing                      | Dallara-Honda     | 28     | DNF          | 10    | 0              |
| 23   | James Jakes         | Dale Coyne Racing                      | Dallara-Honda     | 26     | DNF          | 23    | 0              |
| 24   | Sébastien Bourdais  | Dragon Racing                          | Dallara-Chevrolet | 24     | DNF          | 09    | 0              |
| 25   | Rubens Barrichello  | KV Racing Technology                   | Dallara-Chevrolet | 11     | DNF          | 24    | 0              |

Quellen: 

#### Führungsabschnitte
| Abschnitt | Runden | Fahrer      |
| --------- | ------ | ----------- |
| 1         | 1–60   | Scott Dixon |

Quellen: 

#### Gelbphasen
| Nr. | Dauer | Runden | Grund für Gelbphase |
| --- | ----- | ------ | --- |
| 1   | 40–44 | 5      | Kontakt: James Hinchcliffe (#27) in Kurve 7, Takuma Satō (#15) in Kurve 12. Rote Flagge in Runde 45 für Reparaturen an der Strecke |
| 2   | 45–46 | 2      | Neustart nach roter Flagge |
| 3   | 48–50 | 3      | Kontakt: Hélio Castroneves (#3) und Ed Carpenter (#20). Dreher: Josef Newgarden (#67)                                              |
| 4   | 52–53 | 2      | Kontakt: E. J. Viso (#5) und Marco Andretti (#26) in Kurve 5                                                                       |

Quellen: 

## Punktestände nach dem Rennen

### Fahrerwertung
Die Punktevergabe wird hier erläutert.
| Pos. | Fahrer            | Punkte |
| ---- | ----------------- | ------ |
| 01.  | Will Power        | 232    |
| 02.  | Scott Dixon       | 206    |
| 03.  | Hélio Castroneves | 177    |
| 04.  | Dario Franchitti  | 176    |
| 05.  | James Hinchcliffe | 176    |
| 06.  | Simon Pagenaud    | 171    |
| 07.  | Ryan Hunter-Reay  | 169    |
| 08.  | Ryan Briscoe      | 142    |
| 09.  | Tony Kanaan       | 141    |
| 10.  | Oriol Servià      | 129    |
| 11.  | Charlie Kimball   | 120    |

| Pos. | Fahrer             | Punkte |
| ---- | ------------------ | ------ |
| 12.  | J. R. Hildebrand   | 119    |
| 13.  | Takuma Satō        | 112    |
| 14.  | Rubens Barrichello | 112    |
| 15.  | Graham Rahal       | 109    |
| 16.  | Justin Wilson      | 106    |
| 17.  | E. J. Viso         | 106    |
| 18.  | Marco Andretti     | 105    |
| 19.  | Mike Conway        | 97     |
| 20.  | James Jakes        | 89     |
| 21.  | Josef Newgarden    | 87     |
| 22.  | Sébastien Bourdais | 86     |

| Pos. | Fahrer              | Punkte |
| ---- | ------------------- | ------ |
| 23.  | Ed Carpenter        | 85     |
| 24.  | Alex Tagliani       | 79     |
| 25.  | Simona de Silvestro | 78     |
| 26.  | Katherine Legge     | 61     |
| 27.  | Ana Beatriz         | 28     |
| 28.  | Townsend Bell       | 26     |
| 29.  | Michel Jourdain jr. | 16     |
| 30.  | Sebastian Saavedra  | 14     |
| 31.  | Bryan Clauson       | 13     |
| 32.  | Wade Cunningham     | 13     |
| 33.  | Jean Alesi          | 13     |

### Herstellerwertung
| Pos. | Hersteller | Punkte |
| ---- | ---------- | ------ |
| 01.  | Chevrolet  | 48     |
| 02.  | Honda      | 42     |
| 03.  | Lotus      | 24     |